# Deltacoronavirus
Genre
Deltacoronavirus (δ-coronavirus ou Delta-CoV) est un des quatre genres de coronavirus. Il appartient à la sous-famille des Orthocoronavirinae de la famille des Coronaviridae. Les espèces de Deltacoronavirus infectent principalement les oiseaux et quelques mammifères.
Alors que les espèces d’Alphacoronavirus et de Betacoronavirus ont comme réservoir principal les chauves-souris, les espèces de Gammacoronavirus et Deltacoronavirus sont trouvées principalement chez les oiseaux et les porcs.
La recombinaison génétique semble répandue chez les Deltacoronavirus. La recombinaison entre différentes lignées conduit à l'émergence de nouveaux virus capables de traverser la barrière des espèces et de s'adapter à de nouveaux hôtes.
Ce genre contient notamment le coronavirus HKU15.